# La casa del sol naciente (álbum)
La casa del sol naciente es el segundo álbum de la banda Bogotana Los Speakers. Este álbum se realizó con la empresa discográfica Discos Bambuco, que grabaría la mayoría de sus álbumes siguientes. En él resaltan covers como: Satisfaction, de Los Rolling Stones, Day Tripper (Buen viaje) de Los Beatles, Roll Over Beethoven, una composición original de Chuck Berry, y el tema: "La casa del sol naciente" (The House of the Rising Sun), canción versionada por The Animals, que además da título al álbum. Obtuvieron disco de plata por ventas de 15 000 copias.

## Listado de canciones
| Lado A |                                                                                       |                  |          |  |
| N.º    | Título                                                                                | Escritor(es)     | Duración |  |
| 1.     | «Todo Está bien» (Version libre de It's gonna be alright de Gerry and the Pacemakers) | Gerry Marsden    | 2:18     |  |
| 2.     | «Satisfaction» (Cover de The Rolling Stones)                                          | Jagger-Richards  | 3:31     |  |
| 3.     | «Tu amor»                                                                             | L. Dueñas        | 2:26     |  |
| 4.     | «Si quisieras ser mi amor» (Version libre de You've Got to Hide Your Love Away)       | Lennon-McCartney | 2:08     |  |
| 5.     | «El profeta habla del fin»                                                            | R. García        | 2:28     |  |
| 6.     | «Roll Over Beethoven» (Version libre traducida)                                       | Berry            | 2:41     |  |
| 15:32  |                                                                                       |                  |          |  |

| Lado B |                                                                           |                  |          |  |
| N.º    | Título                                                                    | Escritor(es)     | Duración |  |
| 7.     | «Juanita banana» (Version libre de The Peels)                             | Haward-Kenton    | 2:29     |  |
| 8.     | «Buen viaje» (Version libre de Day Tripper)                               | Lennon-McCartney | 2:58     |  |
| 9.     | «Cantemos victoria»                                                       | Haendel          | 2:22     |  |
| 10.    | «La casa del sol naciente» (Version libre de The House of the Rising Sun) | Tradicional      | 4:51     |  |
| 11.    | «Campanas de libertad» (Version libre de Chimes of Freedom)               | Dylan            | 3:32     |  |
| 12.    | «Quieres verme» (Version libre de You Won't See Me)                       | Lennon-McCartney | 3:15     |  |
| 19:27  |                                                                           |                  |          |  |